# Eddie King (Fußballspieler, 1914)
Edgar Frederick „Eddie“ King (* 25. Februar 1914 in Hackney, London; † 1993) war ein englischer Fußballspieler.

## Karriere
King spielte nach seiner Schulzeit im Nachwuchssystem von Tottenham Hotspur, zunächst für die Tottenham Juniors, anschließend für die als Farmteam dienenden Klubs FC Tufnell Park und ab 1932 Northfleet United. Im November 1933 stieg er bei Tottenham zum Profi auf, bis zu seinem Debüt in der Football League First Division gegen Aston Villa musste er aber noch bis September 1934 warten. In dem Heimspiel an der White Hart Lane vertrat er an der Seite von Fred Channell als linker Verteidiger Billy Whatley, trotz einer 0:2-Niederlage vor über 40.000 Zuschauern wurde ihm presseseitig eine „vielversprechende Vorstellung“ attestiert. King musste allerdings 15 Minuten vor Spielende den Platz verletzungsbedingt verlassen. Von der in der Partie erlittenen Beinverletzung erholte er sich in der Folge nicht und beendete ohne weiteren Einsatz 1936 seine Fußballerkarriere. Sein Neffe Derek King spielte in den 1950ern ebenfalls für die Spurs.